# Джаффа (Зоряна брама)

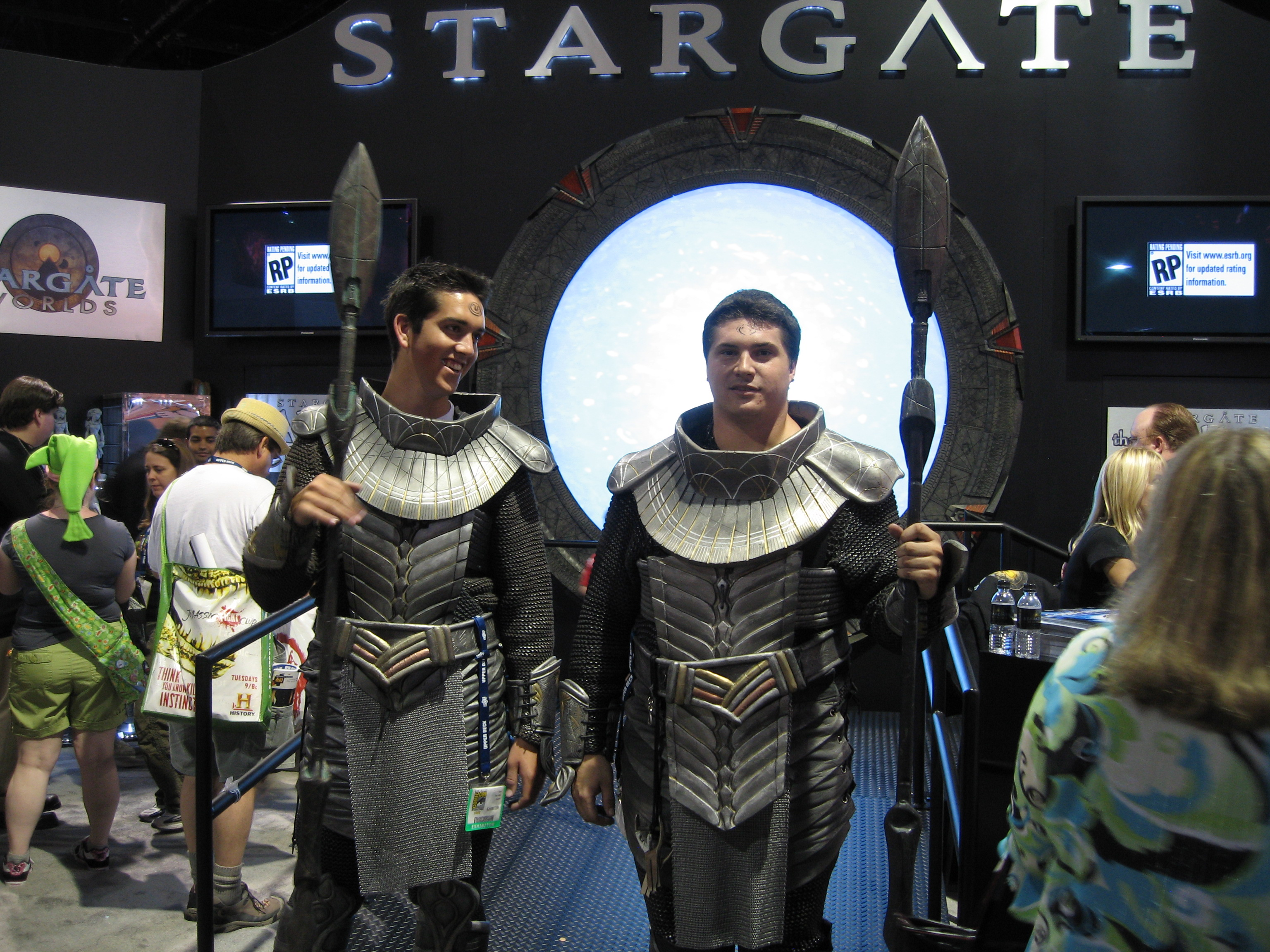
Косплей воїнів джаффа

Джаффа (англ. Jaffa) — вигадана іншопланетна раса всесвіту «Зоряна брама». Вони — генетично змінені люди, тисячі років тому забрані ґоа'улдами із Землі. Генетичні зміни зроблені для того, щоб вони слугували як воїни та інкубатори для личинок ґоа'улдів.

## Історія
Джаффа не мають свого «рідного світу» (тому що спочатку вони були рабами на Землі), а живуть на різних планетах, в залежності від того, якому ґоа'улду вони служать. Однак планети з великою концентрацією джаффа (такі як Чулак, Дакара і Делмак) можна вважати «рідними світами». Дакара вважається початковою планетою, де були зроблені перші генетичні модифікації.
Основною функцією джаффа вважається служіння богам (ґоа'улдам) як воїни і інкубатори личинок. Генетичні модифікації були зроблені так, щоб після досягнення статевої зрілості (яку вони називають віком «прім'та») імунна система руйнувалася, якщо джаффа не отримував симбіонта. Незріла личинка ґоа'улда поміщається до спеціальної порожнини в животі джаффа і дозріває до моменту імплантації в господаря. Личинка симбіонта замінює імунну систему джаффа, тому після імплантації личинки і подальшого видалення, джаффа живуть недовго. Симбіонт збільшує силу джаффа, дає здоров'я і продовжує життя до 120—150 років. Крім того, у джаффа відсутня потреба у сні. Але в той же час джаффа на регулярній основі потребують медитації кел'но'рім, щоб синхронізуватися зі своїм симбіонтом. Якщо кел'но'рім не проведено, то джаффа може серйозно захворіти.
Відкриття препарату третоніну дозволило джаффа відмовитися від симбіонта. Цей препарат виправляє імунну систему джаффа і дозволяє жити без контролю з боку симбіонта. Однак після початку прийому джаффа потребують регулярного його вживання. Пізніше ток'Ра розробили ліки, які рятують від цієї залежності.
Усі джаффа мають на лобі татуювання — символ належності ґоа'улдові, якому вони служать. У більшості випадків це чорне татуювання. У Перших помічників (головних воїнів або командувачів) Системних владик татуювання виконане із золота (піднесена мітка — спеціальним ножем оголюється кістка і рана заповнюється чистим литим золотом). Деякі високопоставлені джаффа мають подібну мітку зі срібла.
Серед джаффа ходять легенди про фракцію, відому як Содан, яка впродовж тисячі років не визнавала правління ґоа'улдів і називала їх хибними богами. Содан не мають на лобі татуювання, але зберігають порожнину для симбіонта. Содан крадуть личинки ґоа'улдів і вбивають їх по досягненні зрілості.